# Atletik under sommer-OL 2012 – spydkast kvinder
Spydkast for kvinder under sommer-OL 2012 i London blev afviklet den 7. - 9. august 2012 på det Olympiske stadion. 42 atleter stillede til start.

## Tidsplan
Alle tider er britisk standard tid(UTC+1)
| Dato                   | Tid   | Runde         |
| ---------------------- | ----- | ------------- |
| Tirsdag 7. august 2012 | 10:00 | Kvalifikation |
| Torsdag 9. august 2012 | 21:00 | Finale        |

## Finale
| Placering | Navn                | Nationalitet     | #1    | #2    | #3    | #4    | #5    | #6    | Resultat | Notes  |
| --------- | ------------------- | ---------------- | ----- | ----- | ----- | ----- | ----- | ----- | -------- | ------ |
| 1         | Barbora Špotáková   | Tjekkiet (CZE)   | 66.90 | 66.88 | 66.24 | 69.55 | x     | x     | 69.55    | WL, SB |
| 2         | Christina Obergföll | Tyskland (GER)   | 65.16 | x     | x     | x     | x     | x     | 65.16    |        |
| 3         | Linda Stahl         | Tyskland (GER)   | 59.49 | 63.24 | 62.67 | 64.91 | x     | x     | 64.91    | SB     |
| 4         | Sunette Viljoen     | Sydafrika (RSA)  | 64.53 | 62.71 | 57.30 | 57.05 | 60.93 | 62.61 | 64.53    |        |
| 5         | Lu Huihui           | Kina (CHN)       | 59.97 | 63.28 | 58.58 | 61.26 | 63.70 | 62.19 | 63.70    |        |
| 6         | Katharina Molitor   | Tyskland (GER)   | 62.89 | 58.15 | 58.51 | x     | x     | x     | 62.89    |        |
| 7         | Martina Ratej       | Slovenien (SLO)  | x     | 58.89 | 61.62 | x     | 60.11 | 56.90 | 61.62    |        |
| 8         | Madara Palameika    | Letland (LAT)    | 56.47 | 60.73 | x     | 59.32 | x     | 59.22 | 60.73    |        |
| 9         | Kathryn Mitchell    | Australien (AUS) | 58.31 | 59.46 | 58.45 | –     | –     | –     | 59.46    |        |
| 10        | Maria Abakumova     | Rusland (RUS)    | x     | 59.34 | 58.70 | –     | –     | –     | 59.34    |        |
| 11        | Ásdís Hjálmsdóttir  | Island (ISL)     | 59.08 | 57.35 | x     | –     | –     | –     | 59.08    |        |
| 12        | Elizabeth Gleadle   | Canada (CAN)     | 57.10 | x     | 58.78 | –     | –     | –     | 58.78    |        |